# Eudarcia mensella
Eudarcia mensella är en fjärilsart som beskrevs av Walsingham 1900. Eudarcia mensella ingår i släktet Eudarcia och familjen äkta malar. Inga underarter finns listade i Catalogue of Life.